# ابل سگوویا
ابل سگوویا (انگلیسی: Abel Segovia؛ زادهٔ ۲ سپتامبر ۱۹۷۹) بازیکن فوتبال اهل اسپانیا است.
از باشگاه‌هایی که در آن بازی کرده‌است می‌توان به باشگاه فوتبال لگانس، باشگاه فوتبال اسپورتینگ خیخون، و باشگاه فوتبال رئال مادرید کاستیا اشاره کرد.